# Socket 2
Socket 2 — роз'єм для мікропроцесорів, призначений для установки процесорів, сумісних з Intel 80486. Є вдосконаленою версією роз'єму Socket 1, проте відрізняється від нього підтримкою процесорів Pentium Overdrive і збільшеною частотою системної шини.
Напруга живлення, що надається сокетом — 5В. Кількість контактів — 238, розташовані у вигляді матриці 19х19, з кроком 0,1". Конструктивно виконаний у вигляді LIF або ZIF роз'єму. Діапазон частот системної шини: 25, 33, 40, 50 МГц, множники 1.0, 2.0, 3.0. Використовувався на чипсетах Intel 420TX (Saturn), VLSI 82C480.

## Список процесорів що підтримуються
- 486SX (25—33 МГц)
- 486SX2 (50—66 МГц)
- 486SXODP (25—33 МГц)
- 486SX2ODP (50 МГц)
- 486DX (25—50 МГц)
- 486DX2 (50—80 МГц)
- 486DX4 (75—120 МГц)
- 486DXODP (25—33 МГц)
- 486DX2ODP (50—66 МГц)

- 486DX4ODP (75—100 МГц)

- 486DX2ODPR (50—66 МГц)
- 486DX4ODPR (75—100 МГц)
- Pentium ODP (63 МГц, 83 МГц)
- AMD 5x86 (133 МГц)
- Cyrix Cx5x86(інші мови) (100—120 МГц) [4]

Адаптер для встановлення
- 486DX4 (75—120 МГц)
- Am5x86 (133 МГц)
- Cyrix Cx5x86 (100—120 МГц)

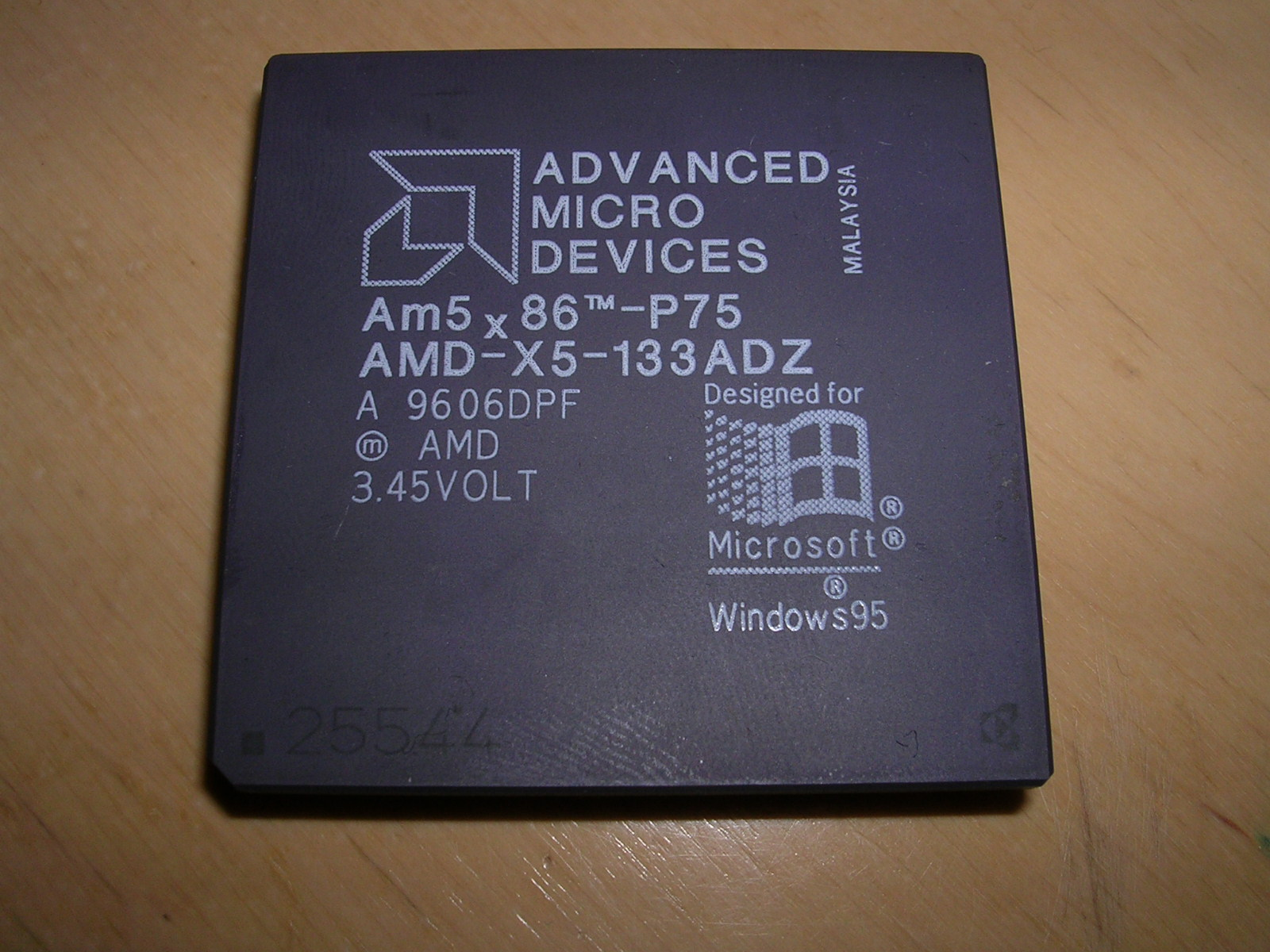
AMD Am5x86-P75

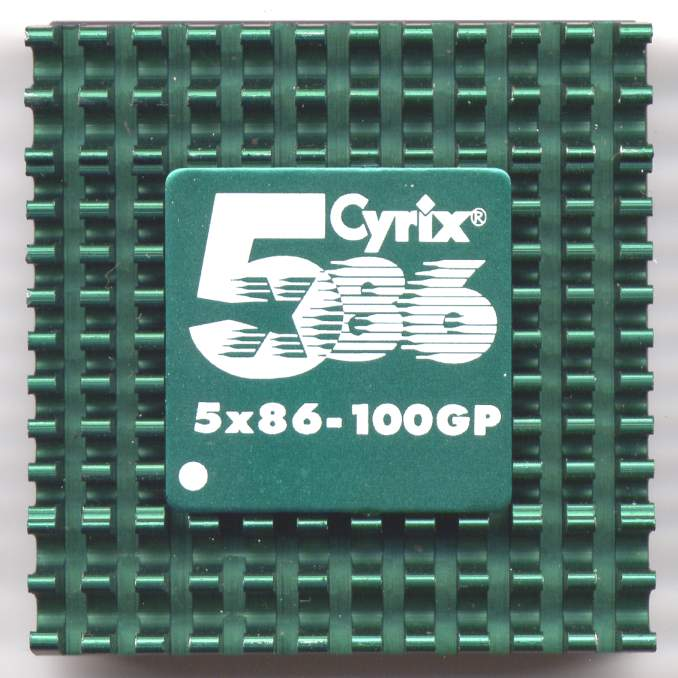
Cyrix 5x86-100GP

Для встановлення цих процесорів потрібен спеціальний адаптер, потрібен спеціальний адаптер, який узгоджує кількість виводів та напругу живлення.